# HD 31975
HD 31975，又名CP-72 332，SAO 256139、HR 1606，是一颗恒星，视星等为6.28，位于銀經284.32，銀緯-34.57，其B1900.0坐标为赤經4h 54m 45.5s，赤緯-72° -34.57′ 25″。